# Sopa de mariscos
La sopa de mariscos es una preparación culinaria en forma de sopa que presenta como ingrediente uno o varios tipos de mariscos. Este tipo de sopas es muy popular en las cocinas de aquellos países que tienen costa marítima. La sopa suele proceder de un estofado realizado con mariscos y, en algunos casos, se añaden verduras.

## Gastronomía de Asia
Algunas sopas de mariscos son muy populares en las cocinas asiáticas. Una de las más populares en la cocina china es la sopa de pescado cantonesa.

## Gastronomía de Latinoamérica
En México, es muy popular el caldo siete mares. En la cocina peruana, cabe destacar los chupes y la parihuela. En Chile, resaltan la paila marina, el mariscal caliente y el caldillo de congrio. En Honduras, la llamada sopa marinera es parte de la gastronomía de este país, especialmente de las zonas costeras caribeñas. En El Salvador, la sopa de mariscos es llamada Mariscada, la cual puede tomarse con o sin crema y es comúnmente consumida por salvadoreños, se destaca su mención en la canción de Aniceto Molina "El Garrobero".